# Олтянка (Мехедінць)
Олтянка (рум. Olteanca) — село у повіті Мехедінць в Румунії. Входить до складу комуни Педіна-Маре.
Село розташоване на відстані 248 км на захід від Бухареста, 32 км на південний схід від Дробета-Турну-Северина, 68 км на захід від Крайови.

## Населення
За даними перепису населення 2002 року у селі проживала 151 особа, усі — румуни. Усі жителі села рідною мовою назвали румунську.